# Norbert Aleksiewicz
Norbert Antoni Aleksiewicz (ur. 25 listopada 1948 w Klukowie koło Złotowa, zm. 16 listopada 1994) – polski rolnik i polityk, poseł IX kadencji Sejmu PRL z ramienia PZPR, później działacz PSL.

## Życiorys
Z wykształcenia mgr inżynier rolnictwa, absolwent Akademii Rolniczej w Szczecinie (1973); rolnik indywidualny, od 1974 prowadził rodzinne, ponad 35-hektarowe gospodarstwo w Klukowie koło Złotowa. Działał w spółdzielczości rolniczej, był wieloletnim przewodniczącym Spółdzielni Kółek Rolniczych w Złotowie, potem prezesem rady nadzorczej banku spółdzielczego w Złotowie. W latach 1979–1989 był przewodniczącym Rady Głównej Krajowego Związku Rolników, Kółek i Organizacji Rolniczych. Należał też do organizacji młodzieżowych (Związek Młodzieży Wiejskiej, Zrzeszenie Studentów Polskich, Związek Socjalistycznej Młodzieży Wiejskiej, Związek Socjalistycznej Młodzieży Polskiej), był członkiem Rady Krajowej Patriotycznego Ruchu Odrodzenia Narodowego. Wybrany został do Komitetu Wojewódzkiego PZPR w Pile.
Pełnił mandat radnego Gminnej Rady Narodowej w Złotowie. Wchodził w skład Rady Konsultacyjnej – kolegialnego organu doradczego przy Przewodniczącym Rady Państwa Polskiej Rzeczypospolitej Ludowej, Wojciechu Jaruzelskim. Uczestniczył w obradach Okrągłego Stołu po stronie partyjno-rządowej. W Sejmie PRL IX kadencji znalazł się na podstawie tzw. listy krajowej; był członkiem Prezydium Klubu Poselskiego PZPR. Brał udział w pracach Komisji Rolnictwa, Leśnictwa i Gospodarki Żywnościowej. 
Został odznaczony m.in. Brązowym i Złotym Krzyżem Zasługi.
Miał żonę Barbarę oraz dzieci: Piotra, Annę, Karola, Marcina i Marię.
Pochowany na cmentarzu komunalnym w Złotowie.